# Shandria Brown
Shandria Brown (sinh ngày 7 tháng 7 năm 1983) là một vận động viên chạy nước rút của Bahamas, chuyên về 200 mét. Thời gian tốt nhất cá nhân của cô là 23,27 giây, đạt được vào tháng 5 năm 2003 tại Edwardsville, Illinois.
Cô đã hoàn thành thứ tư trong 4 x 100 mét tiếp sức tại Thế vận hội Mùa hè 2004, với các đồng đội Tamicka Clarke, Chandra Sturrup và Debbie Ferguson.